# 德奥赛国家公园
德奥赛国家公园（巴尔蒂语：غبیارسہ‬）位于巴基斯坦北部，绝大部分位于吉尔吉特-巴尔蒂斯坦阿斯多县内的一片高山气候平原上，横跨阿斯多县、斯卡杜县和卡尔芒谷，平均海拔4,114（13,497英尺）。“德奥赛”在乌尔都语中意为“巨人之地”，而此地的巴尔蒂语名称意为“夏之地”。该地知名于丰富的动植物资源，春季可见大量野花和蝴蝶。

## 游览路线
游客可由北面的斯卡杜县，或从西面的阿斯多县进入此国家公园。从斯卡杜县出发的路线是最短的。巴尔蒂斯坦古尔塔利谷的居民常来此旅游，但很少有人在此定居。

## 文化提及
法国学者米歇尔·佩思尔声称，生活于德奥赛的喜马拉雅旱獭就是公元前5世纪的希腊历史学家希罗多德所述的“掘金蚁”，人类可利用这种动物发掘黄金。当地的部落有从喜马拉雅旱獭的洞穴中发掘砂金的习惯。
此外，巴基斯坦歌手阿里·扎法尔也正从事与一部以德奥赛高原为主题的电影的工作。

## 照片库

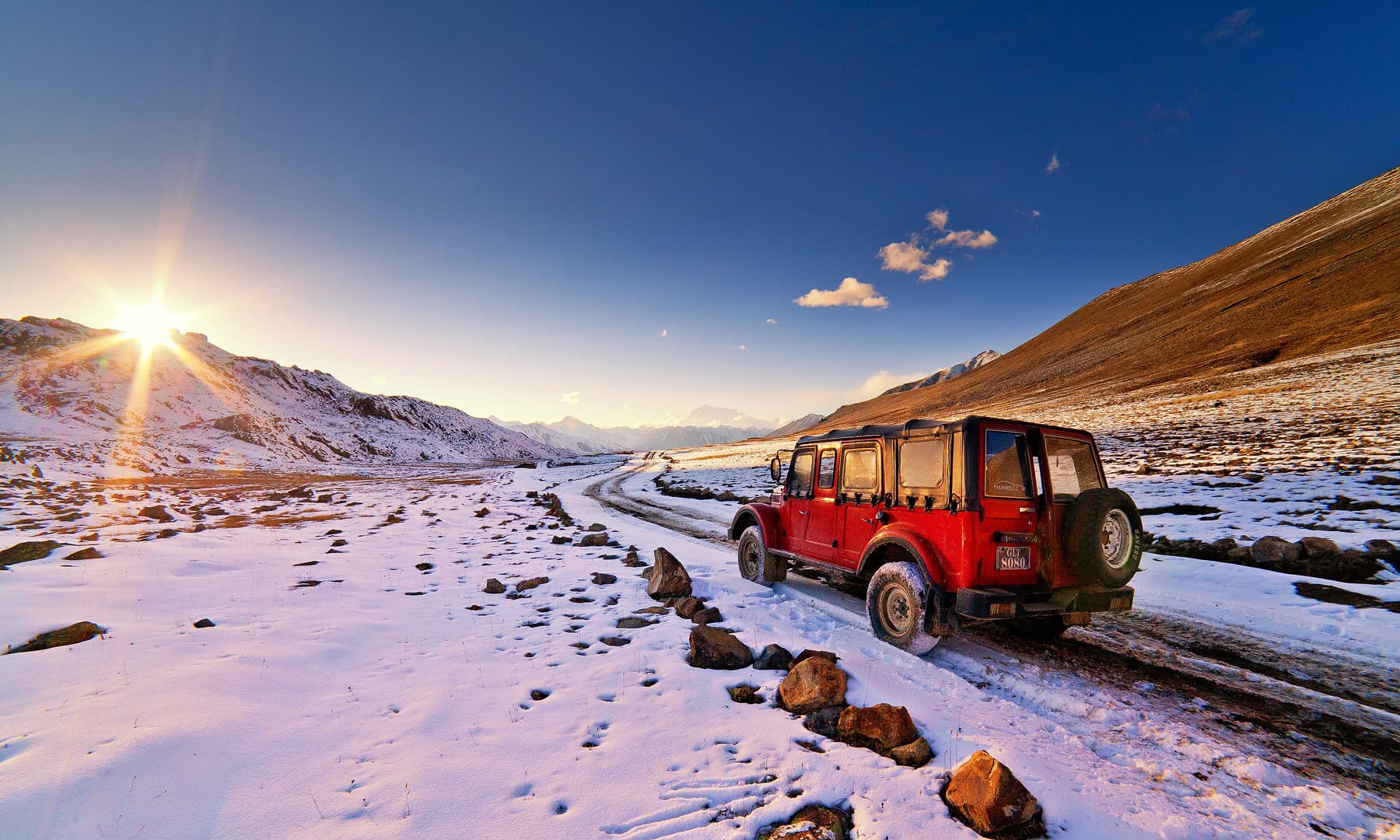
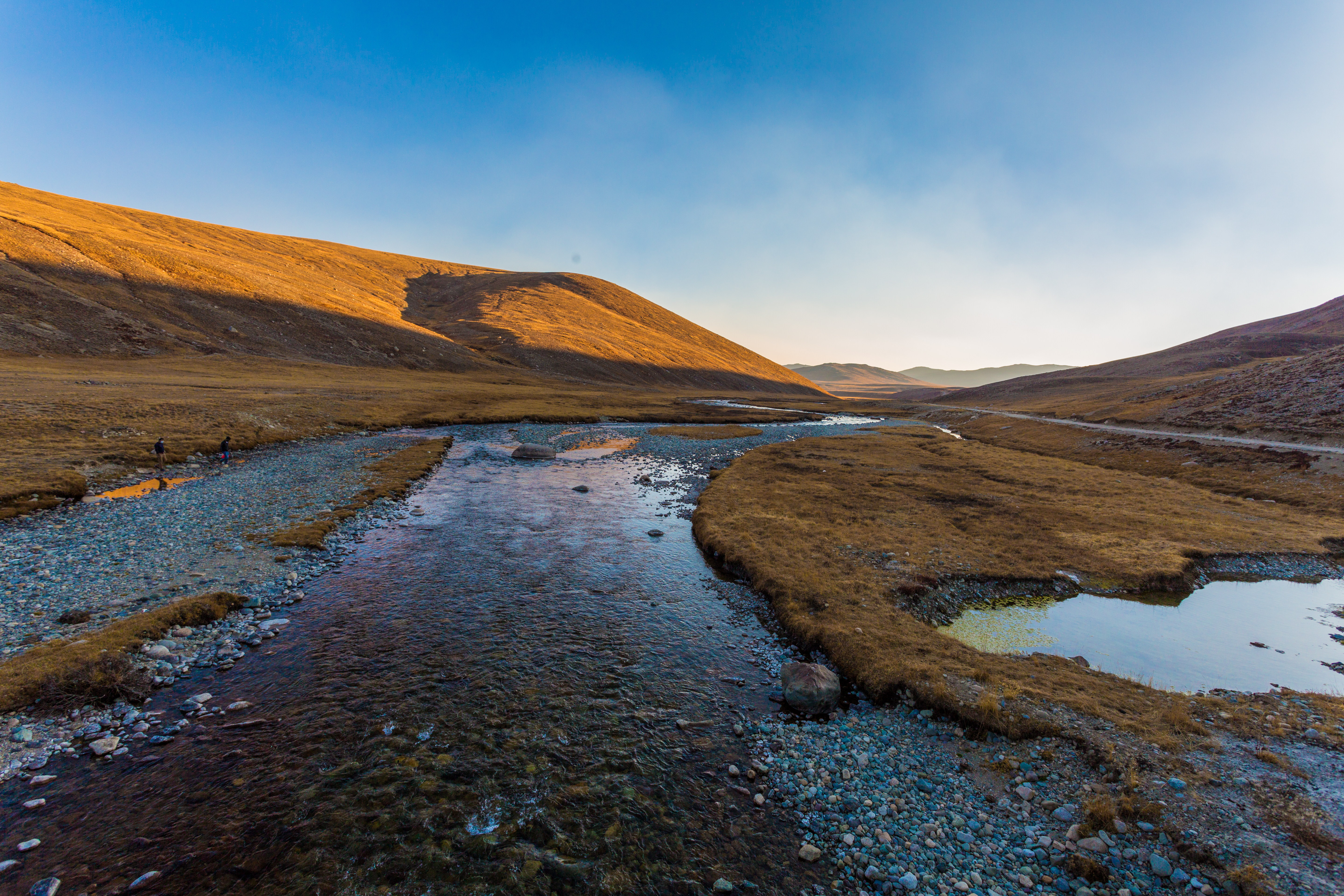
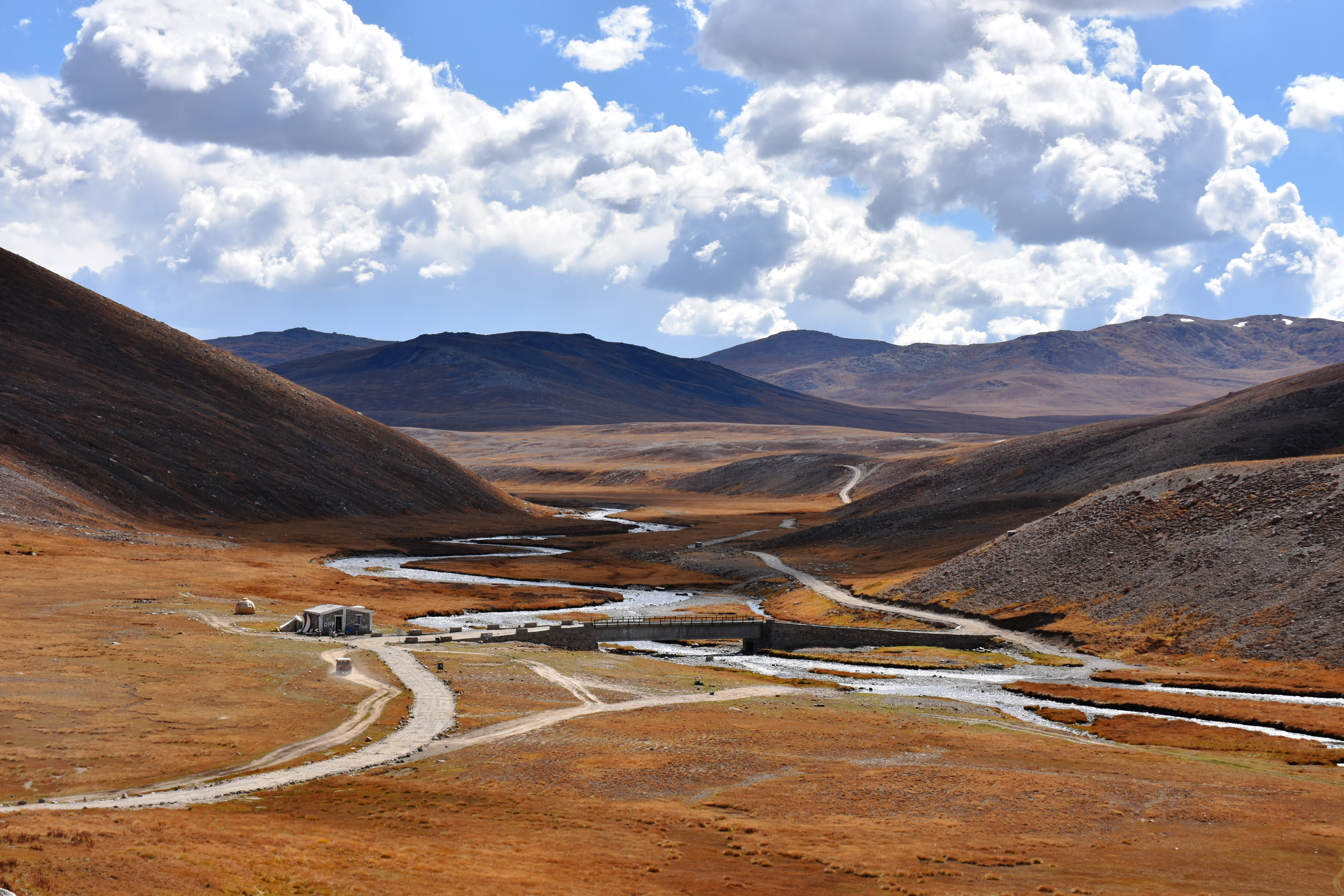
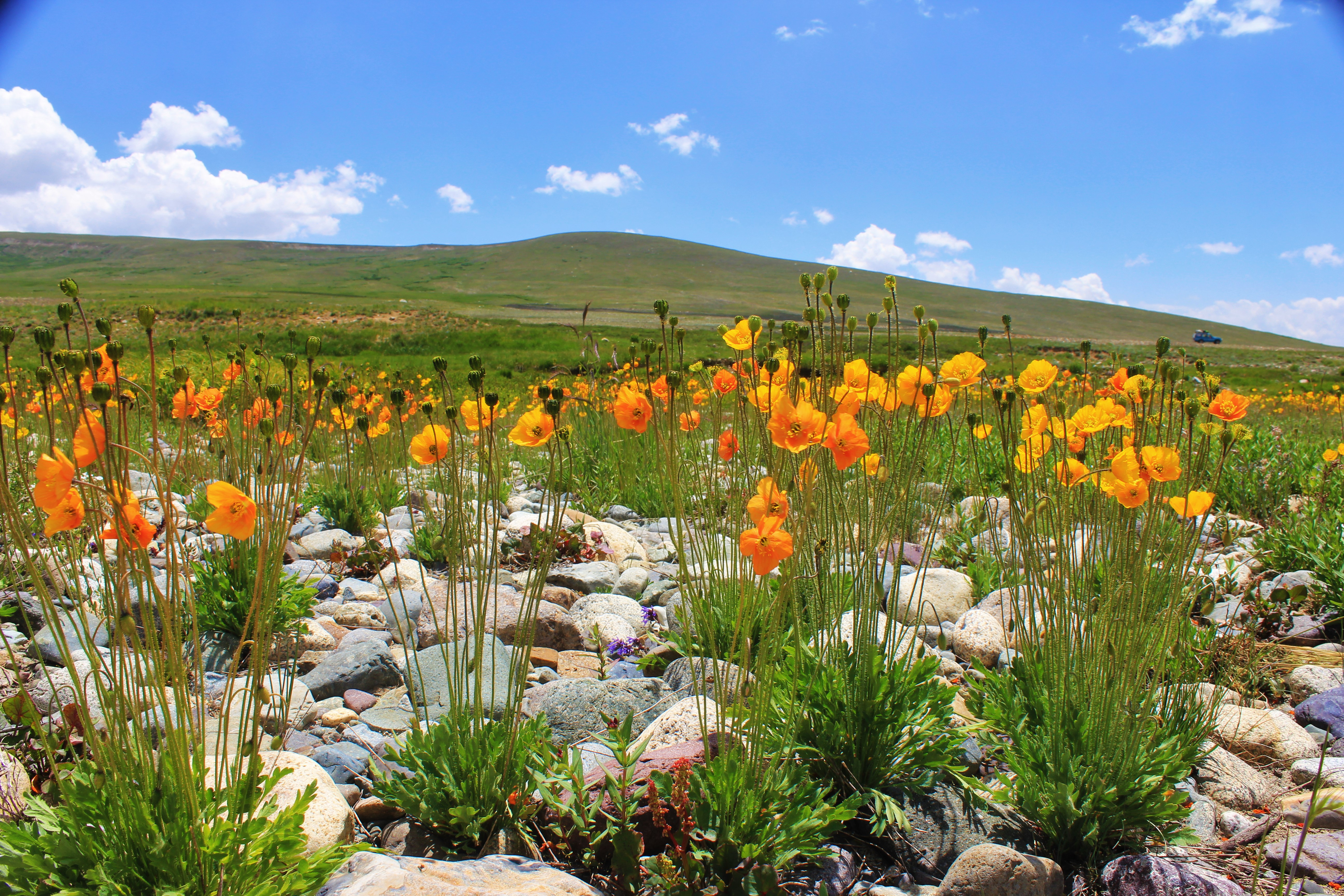
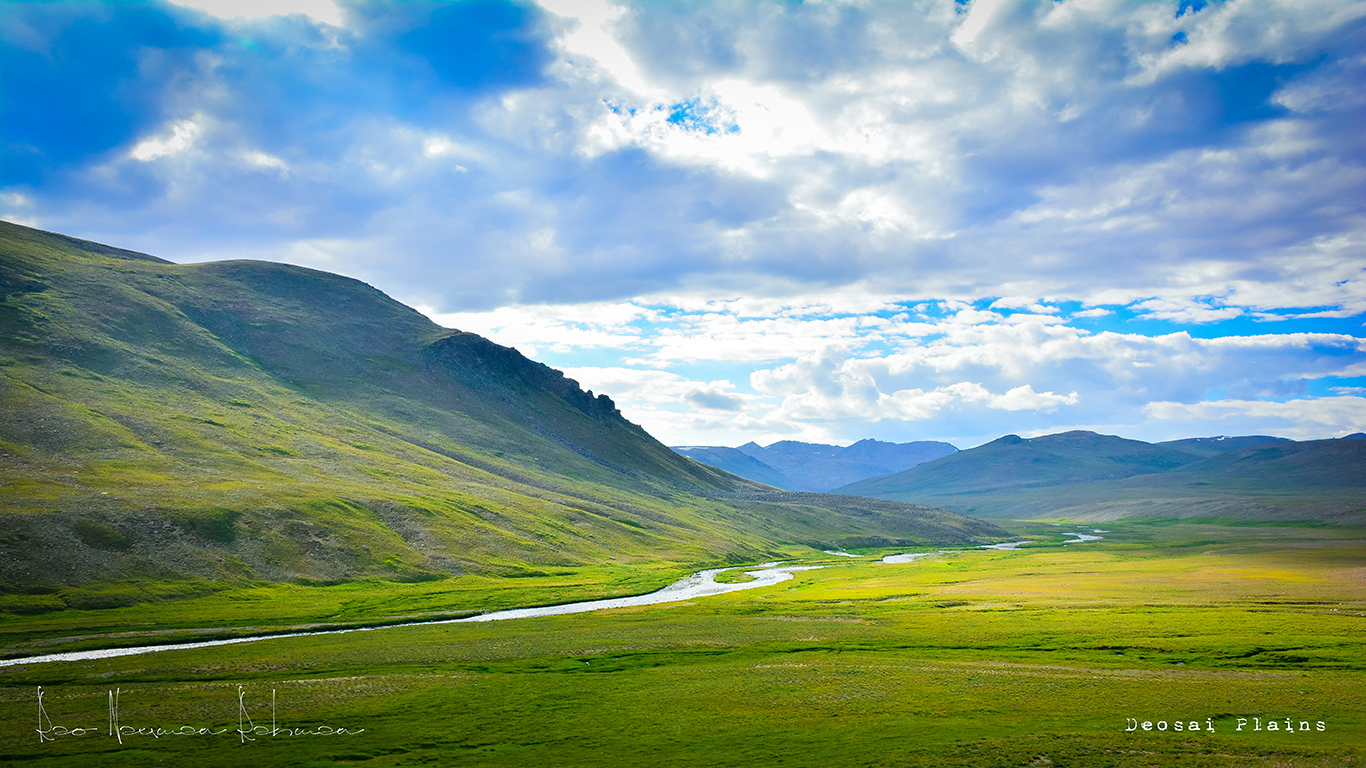
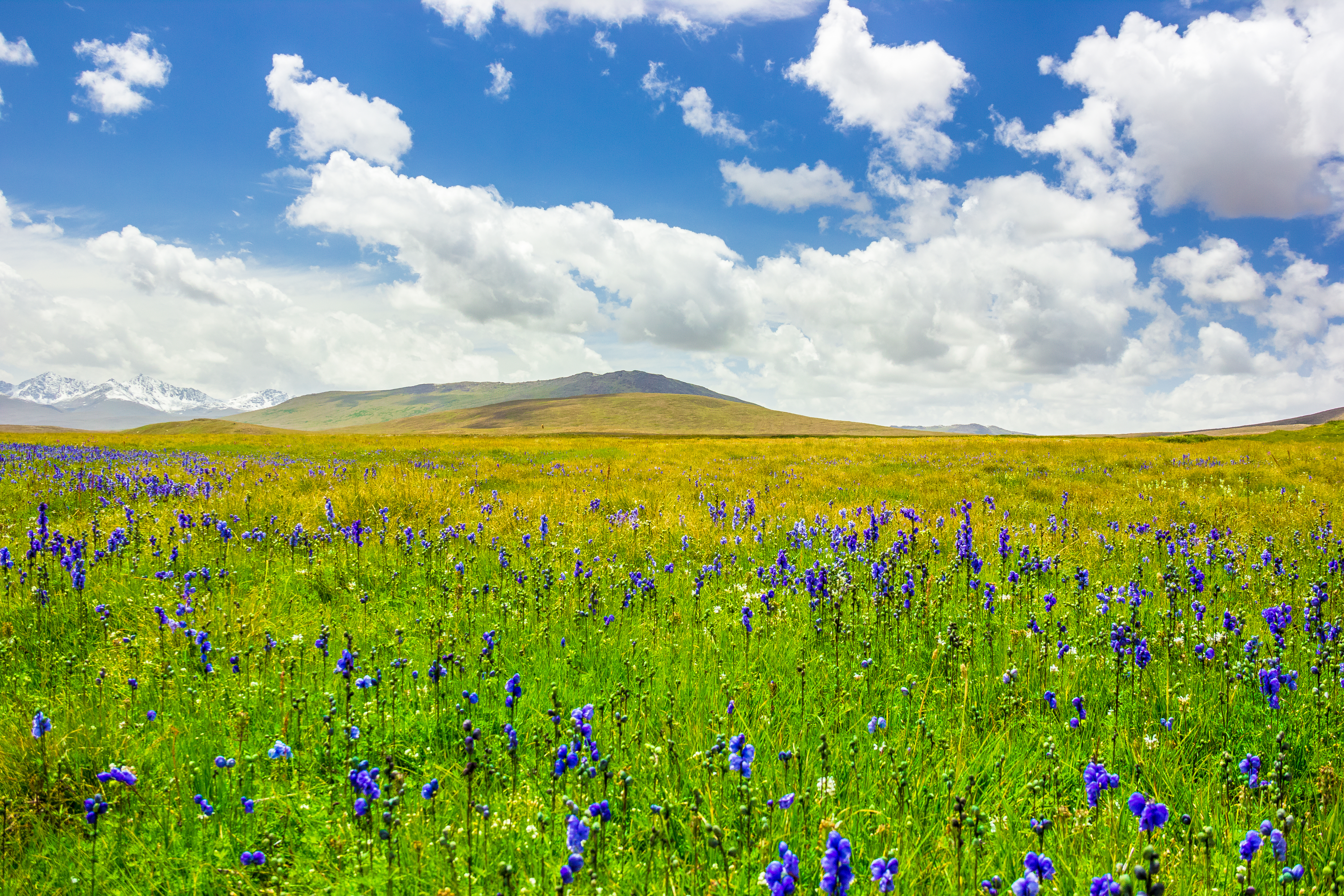
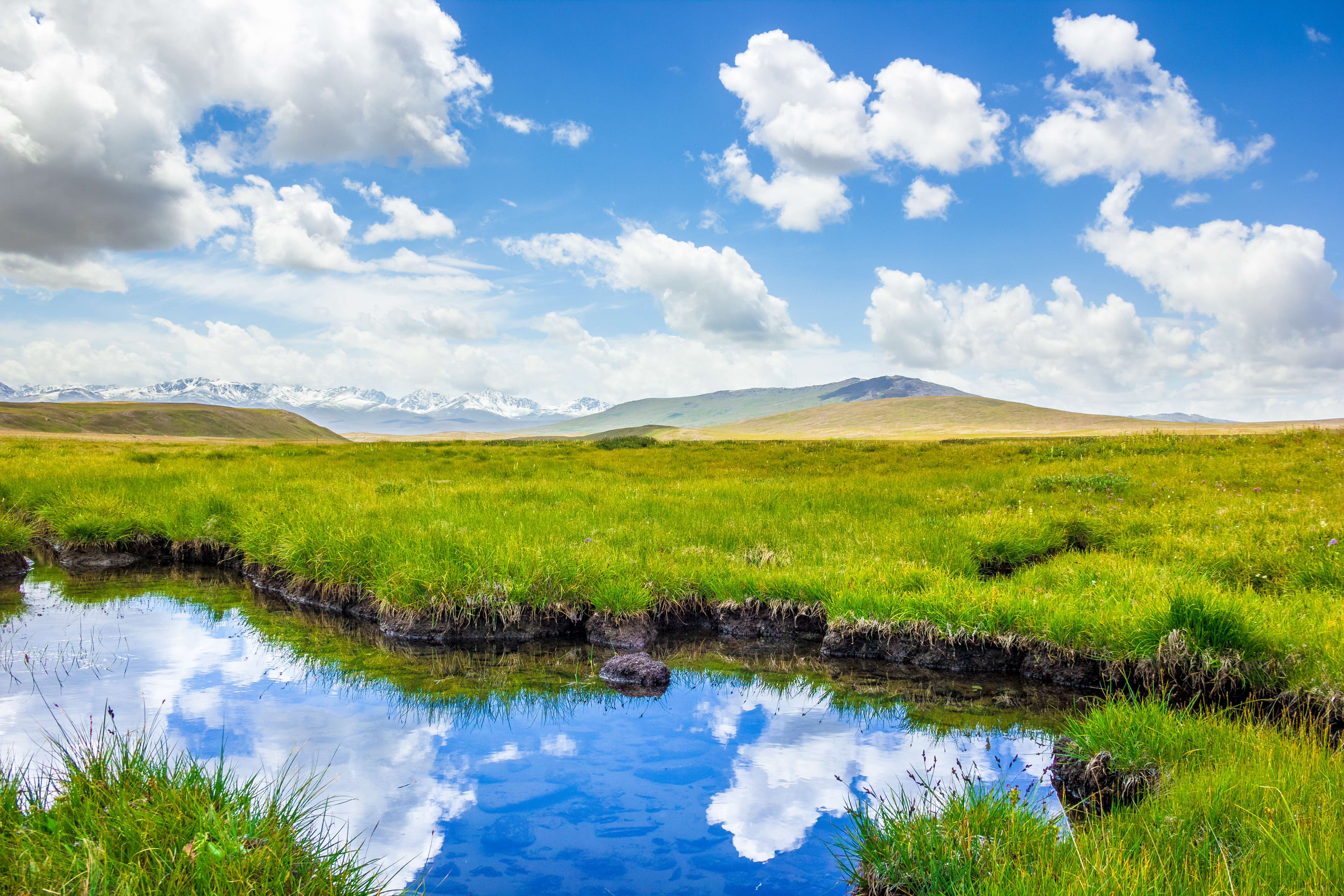
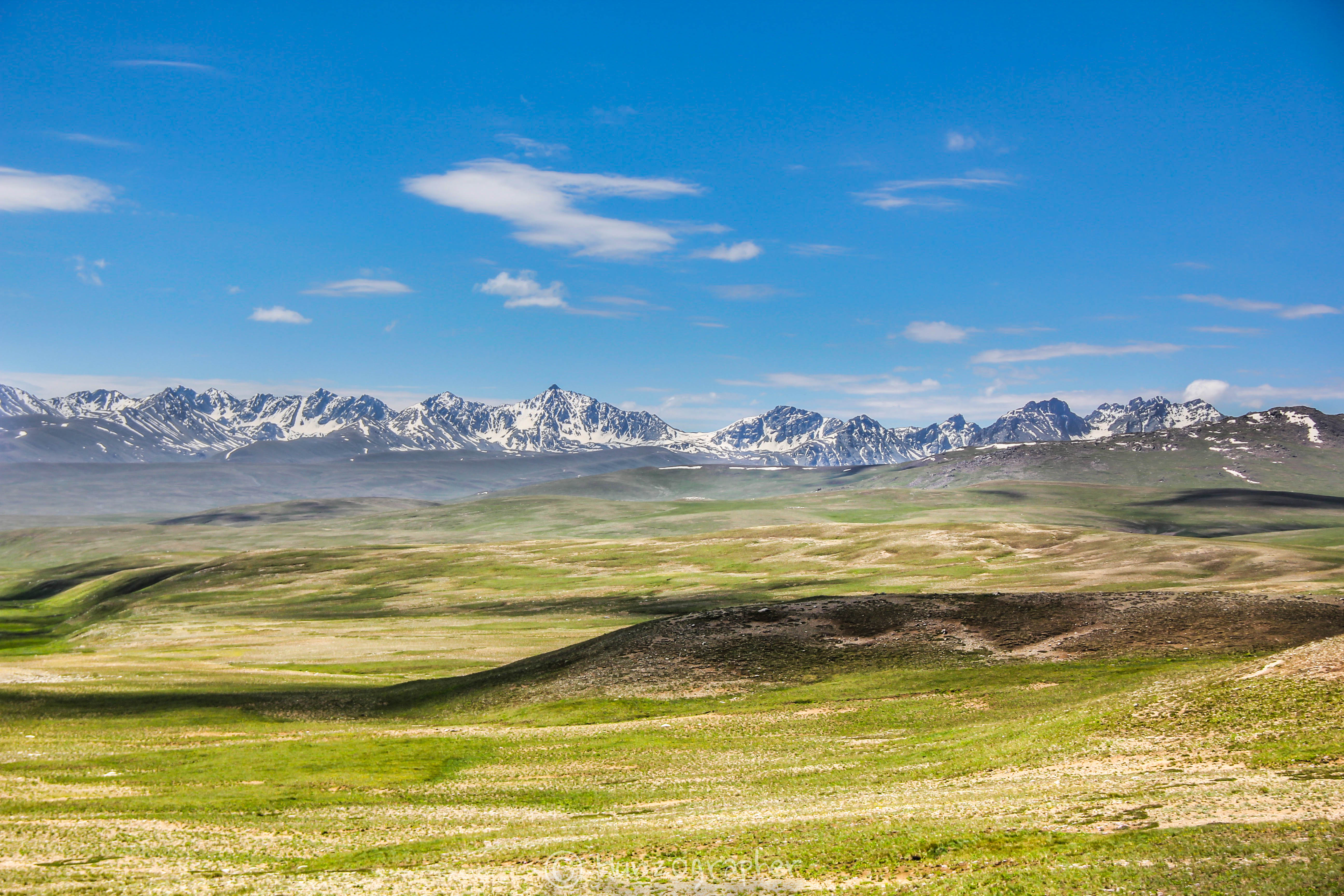
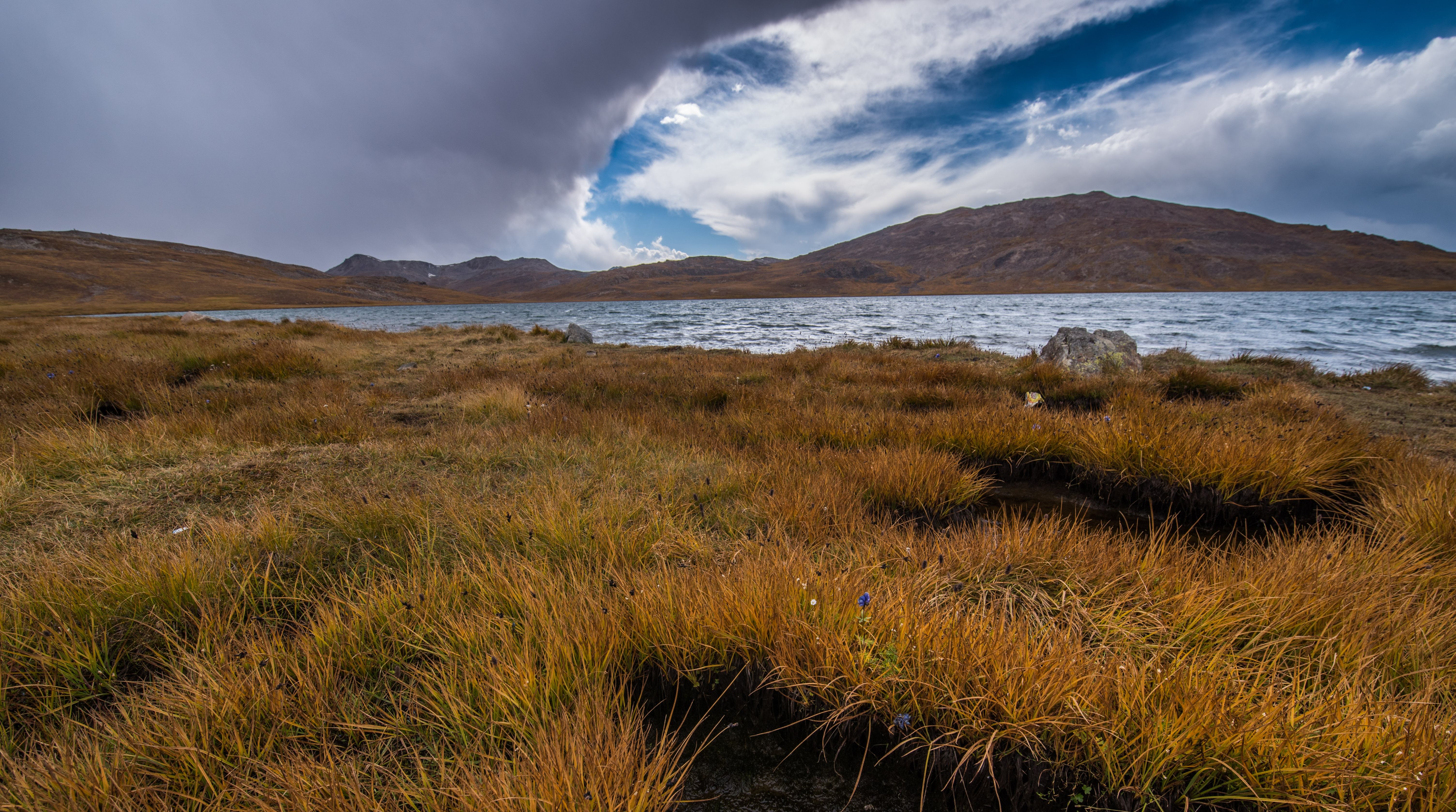
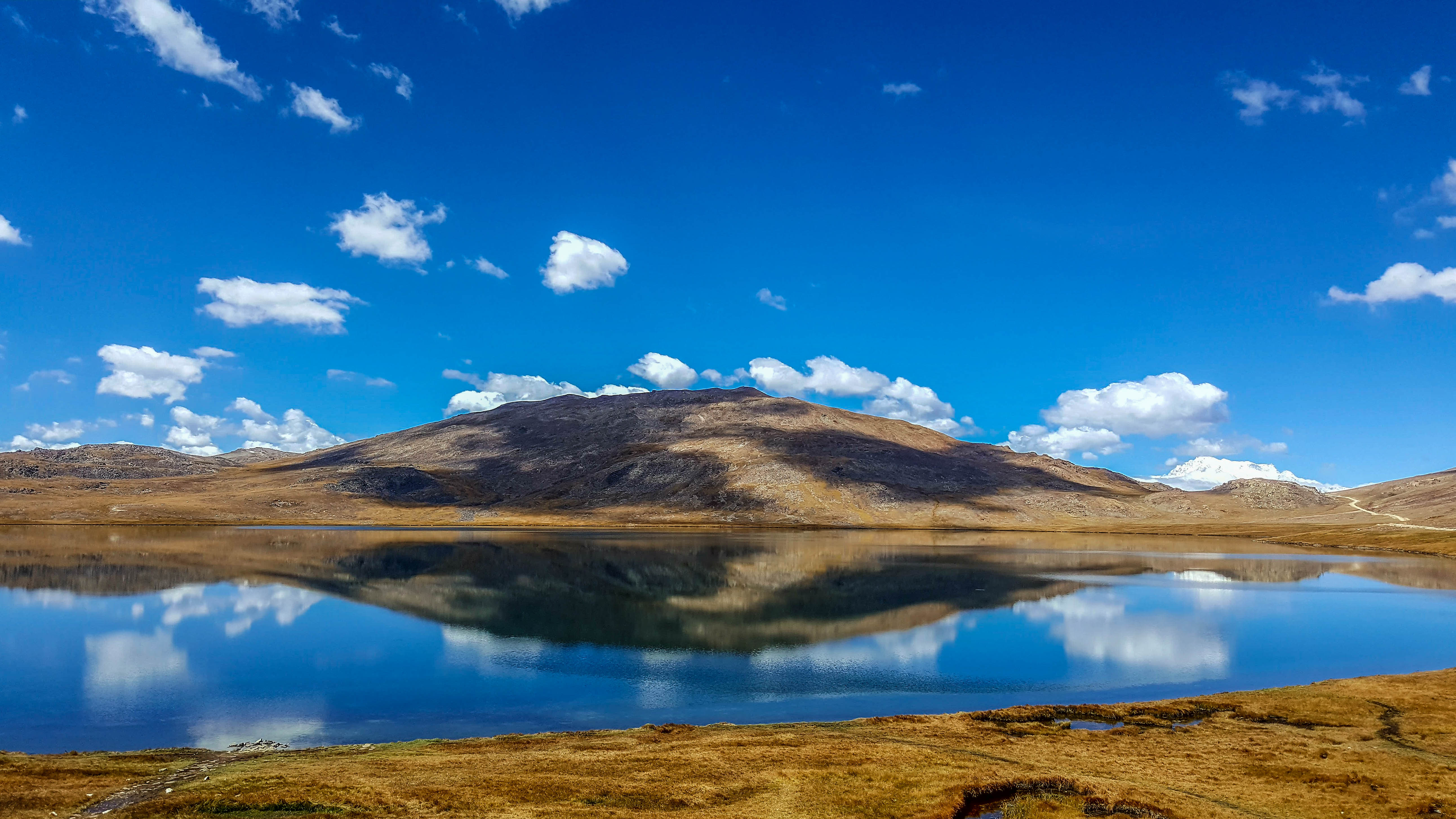
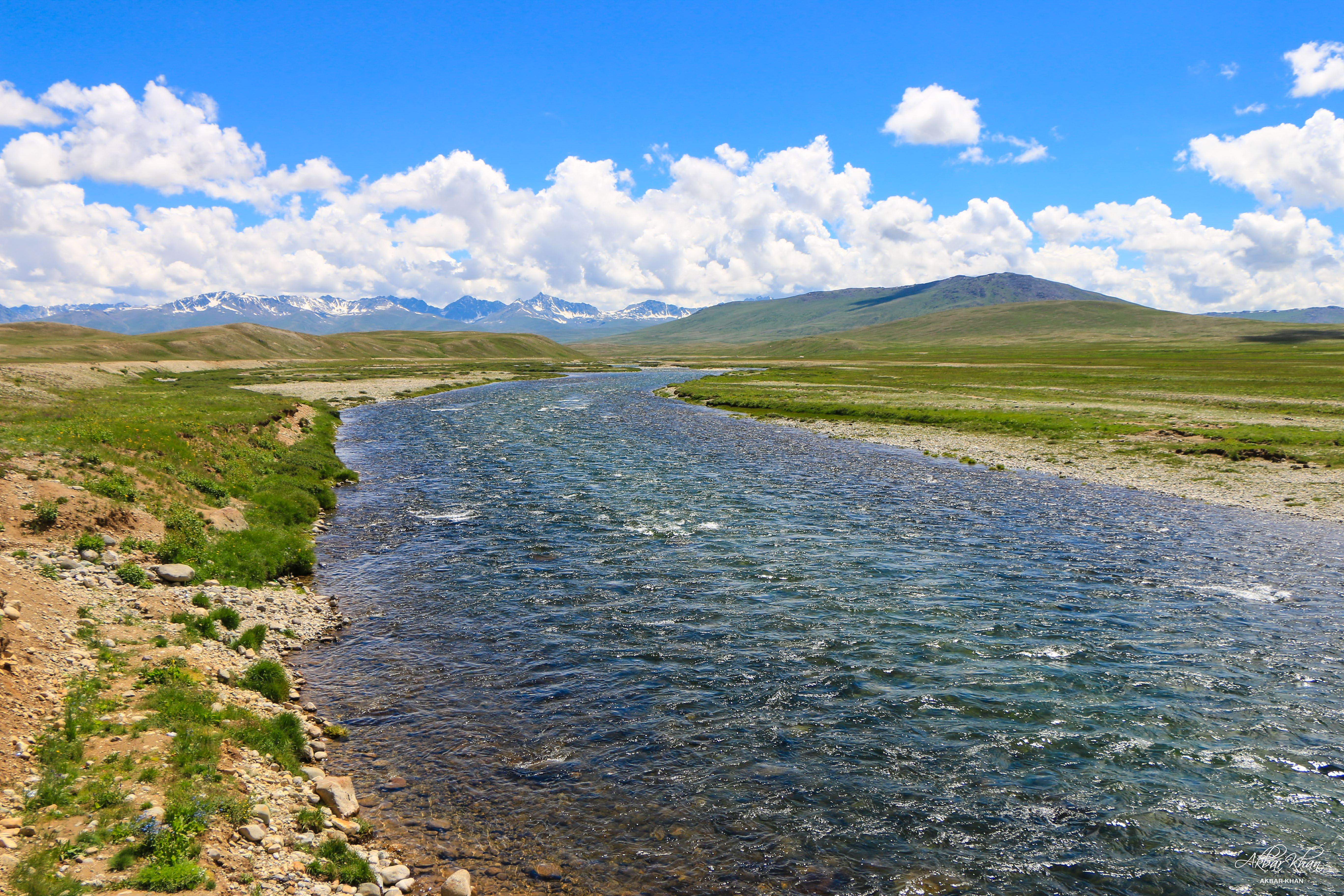
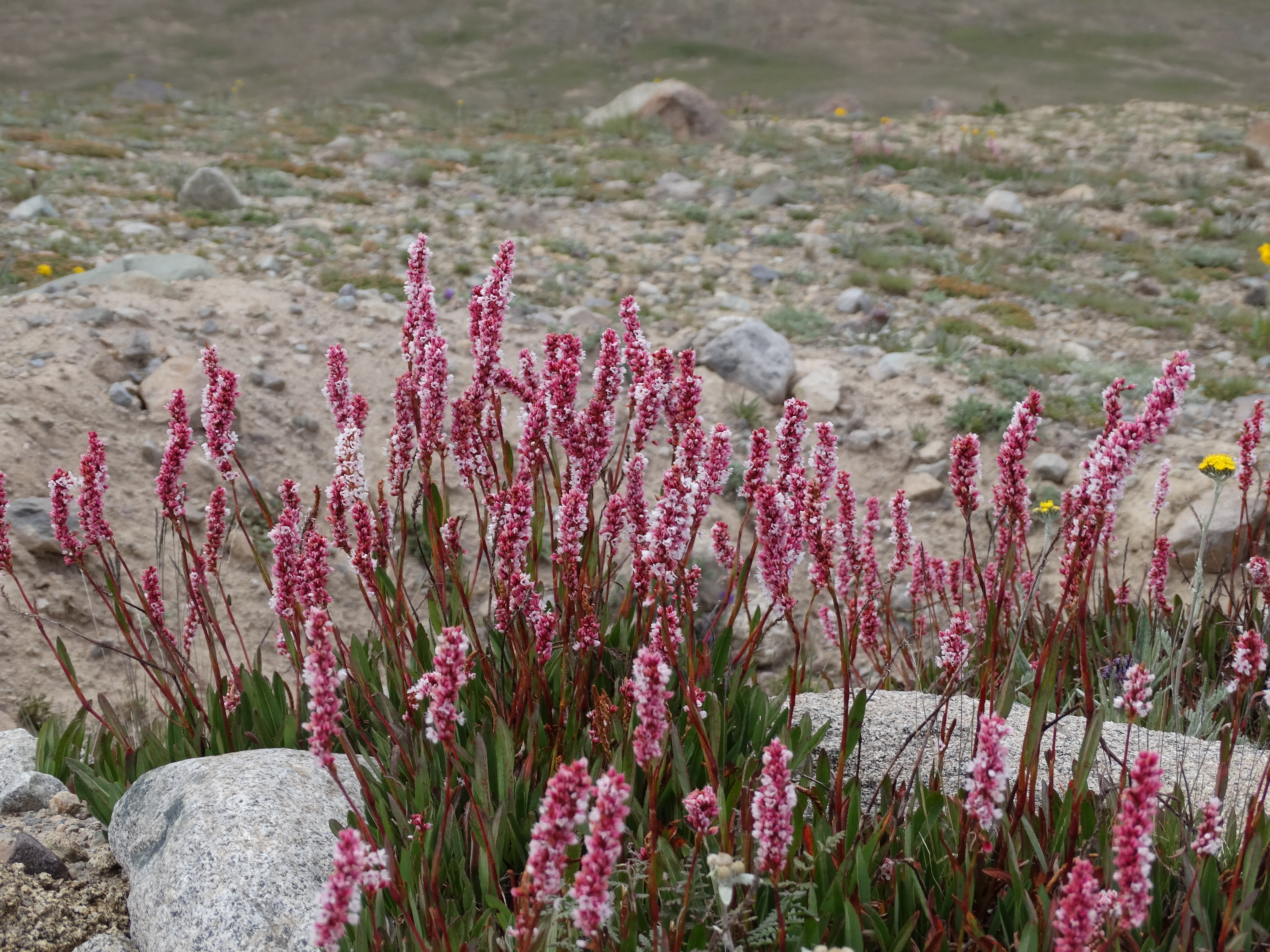